# آنتیگداد

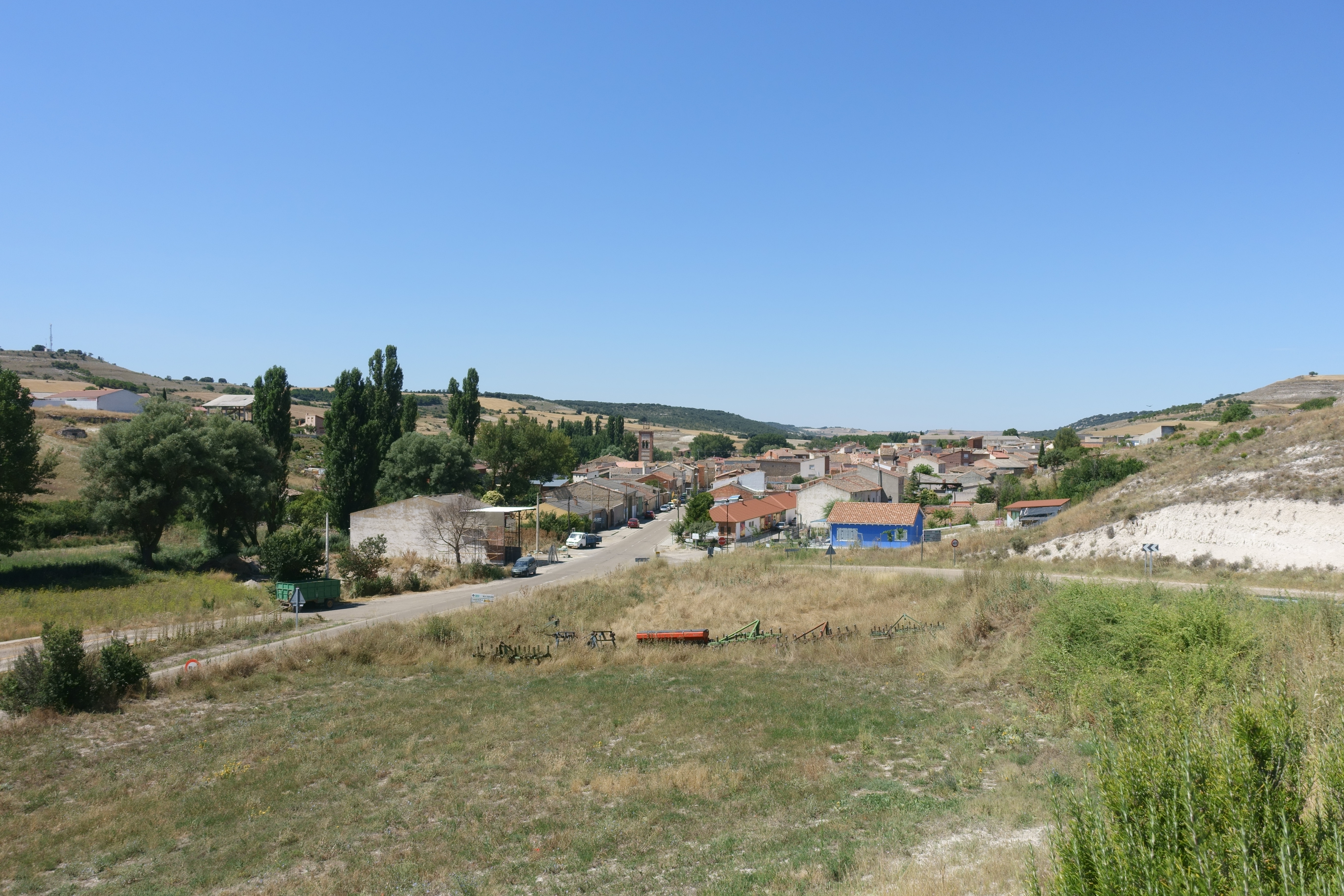
نمایی از شهر

آنتیگداد (به اسپانیایی: Antigüedad) یک شهرستان در اسپانیا است که در استان پالنسیا واقع شده‌است.

## خصوصیات
آنتیگداد ۶۲ کیلومترمربع مساحت و ۴۰۵ نفر جمعیت دارد.